# Гийом Тирский
Гийом Тирский, он же Гильом, или Вильгельм Тирский (лат. Willelmus Tyrensis; около 1130, Иерусалим — не ранее 29 сентября 1186, Рим) — видный церковный и общественный деятель Иерусалимского королевства, придворный историк короля Амори I, один из важнейших летописцев крестовых походов.

## Биография
О жизни Вильгельма Тирского, одного из лучших историков эпохи крестовых походов XII века, нет никаких свидетельств современников. Имеются лишь отдельные сведения, сообщаемые им самим на страницах своего сочинения «История деяний в заморских землях», где он, в частности, называет своей родиной Палестину. Несомненно лишь то, что он был «франком» — потомком пришедших в Палестину с запада крестоносцев, но к какому из современных западноевропейских народов он был ближе по происхождению, неясно: одни считают его французом, другие немцем, третьи называют выходцем из Италии. Отечественный исследователь истории крестовых походов М. А. Заборов указывал, что сам он называл «нашим языком» именно французский, поэтому писать его имя на немецкий лад неправильно.
Точный год его рождения является предметом дискуссий, наиболее вероятной датой считается 1130-й, но известен по имени один из его братьев, Ральф, или Рауль, зажиточный горожанин и торговец, на основании чего предполагается, что благородных предков он всё же не имел. В детстве он обучался в кафедральной школе при церкви Гроба Господня в Иерусалиме у Иоанна Пизанского, а затем в Парижском или Болонском университете, или же в Орлеанской школе права. Анализ его произведений демонстрирует знакомство с трудами философов-схоластов Адама Парвипонтана, Гийома Суассонского и Петра Ломбардского. Он свободно владел латинским, французским, греческим, арабским, сирийским и немецким языками, превосходно знал античных классиков, в частности, Вергилия, Горация, Овидия, Теренция, Тита Ливия и Цицерона.
Не позже 1167 года он стал архидиаконом тирского митрополита и воспитателем наследного принца Балдуина, затем послом в Константинополе и Риме. 29 августа 1167 года освящал брак Амори Иерусалимского и Марии Комнины. В 1168 году заключил в Константинополе выгодный договор с императором Мануилом I Комнином, предусматривавший раздел завоёванных в Египте земель и добычи. 
Обладая немалыми познаниями в средневековой медицине и наблюдая за детскими играми своего воспитанника-принца, в 1170 году Гийом Тирский заметил, что девятилетний Балдуин нечувствителен к боли, так как страдает проказой, а, следовательно, не сможет продолжить королевский род. В 1174 году он был назначен канцлером и руководил внешней политикой Иерусалимского королевства, а в 1175 году стал архиепископом Тирским.
В 1179 году он присутствовал в Риме на Третьем Латеранском соборе, созванном папой Александром III для установления новых правил избрания римских понтификов. Задержавшись на обратном пути в Константинополе, провёл около семи месяцев при дворе императора Мануила, где присутствовал на свадьбах Ренье Монферратского и Марии Комнины, а также Алексея Комнина и Агнессы Французской, вернувшись в Палестину только 12 мая 1180 года. В 1181 году, приняв участие в разразившейся в королевстве смуте, потерял свой пост канцлера, а когда тамошнее духовенство пожелало избрать его патриархом Иерусалима, императрица Мария предпочла ему Ираклия. Пытаясь противодействовать захватившей власть группировке Куртене и Лузиньянов, был в апреле 1181 года отлучён Ираклием от церкви, после чего уехал в Тир, а в 1182 или 1183 году отправился в Рим добиваться справедливости. Получив в Риме известие о смерти короля Иерусалимского Балдуина IV (1185), поехал во Францию проповедовать новый крестовый поход. На его призыв отозвались короли Франции, Англии и Германии.
Английский хронист Роджер Вендоверский ошибочно сообщает, что в начале 1188 года архиепископ Гийом был ещё жив и даже присутствовал на встрече Филиппа Августа и Генриха II Плантагенета в Жизорском замке, благословив их на отвоевание Гроба Господня. По сообщению Эрнуля, оруженосца Балиана II Ибелина, которое вызывает сомнения у ряда исследователей, не позже 1186 года он отравлен был в Риме эмиссаром патриарха Ираклия, по другим сведениям, умер ещё раньше в Тире.

## Сочинения
Написанная между 1170 и 1184 годами по просьбе короля Амори «История священной войны христианских государей в Палестине и на Востоке» (лат. Historia belli sacri a principibus christianis in Palaestina et in Oriente gesti), чаще называемая «Историей деяний в заморских землях», представляет собой добросовестный отчёт о виденном и слышанном из первых рук. Это наиболее полное изо всех сочинений по истории крестовых походов, излагающее события начиная с экспедиции против персов византийского императора Ираклия I по 1184 год, особенно подробно освещает события первого и второго крестовых походов. Невзирая на некоторую предвзятость, выражающуюся, к примеру, в негативной оценке автором личности первой супруги короля Амори Агнес де Куртене, оно отличается заметной фактологической и хронологической точностью.
Основными источниками Гийому, помимо архивов королевства, послужили латинские хроники Альберта Аахенского, Раймунда Ажильского, Фульхерия Шартрского и Бальдерика Бургулийского, а также личные воспоминания и устные рассказы современников. Перу самого Гийома принадлежат 22 полных книг и начало неоконченной 23-й, ещё семь прибавлены были к ним монахом Герольдом, труд которого продолжили до 1231 года Эрнуль и Бернар Корби (Казначей), после чего анонимный продолжатель довёл историю до 1275 года.
Главной политической задачей сочинения Гийома является прославление крестоносцев и подвигов их вождей. «История деяний в заморских землях» — это своего рода практическое руководство по организации новых крестовых походов.
Идейной основой исторической концепции Гийома, как и других хронистов крестового похода, является провиденциализм (вера в божественное предопределение исторических событий, объяснение их как результат действия божественного промысла). Однако, придерживаясь августиновской концепции исторического процесса и признавая решающим фактором истории небесное вмешательство, он значительно меньше верит легендам и чудесам, наполнявшим повествования ранних хронистов. Как историк он стоит на голову выше своих предшественников, описывавших крестоносную эпопею «по горячим следам». Спустя три четверти века религиозные страсти, способствовавшие зарождению массового военно-колонизационного движения на Восток, уже поулеглись и к событиям 1096—1099 годов можно было подойти несколько иначе. Будучи свободен от богословской предвзятости, Гийом стремится понять действительные предпосылки разразившегося в конце XI века конфликта западного и восточного миров. У него заметна тенденция к рационалистическому освещению описываемых событий, стремление осмыслить причинно-следственные связи между ними и дать им свою оценку. Это можно увидеть в нарисованной им картине фактического положения на Востоке и на Западе накануне крестового похода (XVIII) или в его рассуждении о причинах неудач крестоносцев и характеристике обстоятельств, обеспечивших победу Саладина (XXI, 7).
Подробно изложив историю создания в 1118—1119 годах Гуго де Пейном и его восемью соратниками-рыцарями Ордена тамплиеров, Гийом не забывает, помимо описаний ратных подвигов храмовников, рассказать об их стяжательстве, бесчинствах и грабежах. Трудно переоценить и наблюдения его над природными условиями и сельскохозяйственной культурой Палестины и окружающих земель. Красочные рассказы о безводности пустынь, смертоносных песчаных бурях и гибельном самуме соседствуют у него с восторженными характеристиками плодородия египетских и сирийских земель и живыми описаниями цветущих садов Дамаска и огромных плантаций сахарного тростника в Сюре.
Используя доступные ему мусульманские рукописи, Гийом составил также «Историю восточных правителей» со времён Магомета до 1184 года, позже утраченную и сохранившуюся лишь во фрагментах из «Восточной истории» (лат. Historia orientalis) Жака де Витри (1220-е гг.).

## Значение
Выделяясь среди других историографов крестовых походов критичностью подхода к источникам, рационалистичностью в освещении событий и достаточной объективностью суждений по различным социальным и религиозным вопросам, широтой эрудиции, наконец мастерством живого и обстоятельного изложения, Гийом Тирский завоевал славу лучшего историографа первых крестовых походов и оказал большое влияние на позднейших историков. У него немало интересных экскурсов этнографического и географического содержания, характеристик народов и их обычаев, описаний городов (Тира, Иерусалима, Александрии и др.) и мест сражений, зарисовок современных ему исторических деятелей, примечательно стремление дать не только физический, но и психологический портрет в сложной противоречивости человеческого характера.
Характерными примерами являются его нелицеприятные отзывы о современных ему правителях Иерусалимского королевства, которые, по его словам, были «таковы, что, если бы кто попытался тщательно описать их нравы, вернее, чудовищные пороки, тот изнемог бы от обилия материала и скорее, кажется, сочинил бы сатиру, чем историю», и среди деяний которых не находится «ничего, что мудрый счёл бы достойным изображения, что читателю принесло бы удовлетворение, а писателю послужило бы к чести». Или красочное описание страданий от неизлечимой болезни его воспитанника короля Балдуина IV, напоминающее ветхозаветный рассказ об испытаниях, посланных Богом праведнику Иову:

«Проказа, которой он был поражён с самого начала своего правления, или, лучше сказать, воздействие которой он почувствовал с первых лет своего отрочества, тем временем распространялась быстрее обычного: он утратил зрение, конечности его тела были поражены и окаменели; он совершенно не мог управлять ни своими руками, ни ногами… И, тем не менее, он сохранял королевское достоинство и до сего времени отказывался оставить управление государством, хотя некоторые люди пытались ему внушить, что было бы лучше от этого отказаться и обеспечить себя средствами спокойной жизни на почётном отдыхе. Слабый телом и физически бессильный, он ещё сохранял большую душевную силу и предпринимал необычайные усилия, чтобы скрыть свою болезнь и всё время нести бремя дел…»

## Рукописи и издания
Хроника Гийома Тирского была широко известна средневековым учёным и писателям, ею активно пользовались и копировали такие авторитеты как Жак де Витри, Матвей Парижский, Роджер Ховеденский, Роджер Вендоверский и др. В настоящее время насчитывается не менее семи рукописей её латинского оригинала и 51 манускрипт старофранцузского перевода, выполненного около 1223 года, которые датируются временем до 1500 года. Наиболее исправные оригинальные манускрипты её, датированные XIII—XIV вв., в том числе иллюминированные (MS Fr. 2627, MS Fr. 2630, MS Fr. 2754, MS Fr. 2826, MS Fr. 9081 и др.), хранятся в Национальной библиотеке Франции.
В 1464 году флорентийский историк-гуманист Бенедетто Аккольти Старший положил сочинение Гийома Тирского в основу собственного труда «Война христиан против варваров за возвращение Гроба Христова и Иудеи в четырёх книгах» (лат. De Bello a Christianis contra Barbaros gesto pro Christi Sepulchro et Judaea recuperandis libri IV), который, в свою очередь, послужил основным источником для эпической поэмы Торквато Тассо «Освобождённый Иерусалим» (1575). В 1472—1474 году французский писатель и переводчик, каноник колледжа Сент-Этьен в Труа Себастьен Мамро использовал хронику Гийома в качестве основного источника для своего исторического сочинения «Походы французов в Утремер». В 1481 году увидел свет её английский перевод, подготовленный и напечатанный в Лондоне Уильямом Кэкстоном.
Впервые хроника была напечатана в 1549 году в Базеле издателем Николаусом Брилингером и филологом Иоганном Опорином, а в 1611-м её опубликовал в Париже в своих «Деяниях бога через франков» (лат. Gesta Dei per Francos) историк Жак Бонгар. Оригинальное научное издание её подготовлено было в 1844 году французскими медиевистами Артуром Беньо и Огюстом Ле Прево для «Собрания сочинений историков крестовых походов» (фр. Recueil des historiens des croisades), и в 1855 году переиздано Жаком Полем Минем в «Patrologia Latina».
Комментированный французский перевод хроники был издан в 1879—1880 годах в двух томах в Париже филологом Алексисом Парисом Поленом. В 1943 году Эмили А. Бэбкок и Августом Креем
был подготовлен английский перевод под заглавием «История деяний в заморских странах» (англ. A History of Deeds Done Beyond the Sea), содержащий немало ошибок и пропусков. Наиболее авторитетная академическая публикация выпущена была в 1986 году в Тюрнхауте в серии «Corpus Christianorum», под редакцией Р. Б. К. Хайгенса, с комментариями Ханса Эберхарда Майера и Герхарда Рёша.

## Публикации
- Guillaume de Tyr et ses continuateurs, publ. par Alexis Paulin Paris. — 2 vols. — Paris: Firmin Didot et cie, 1879—1880. (фр.)
- William of Tyre. A History of Deeds Done Beyond the Sea, ed. and trans. by E. A. Babcock and A. C. Krey. — Columbia University Press, 1943. (англ.)
- Willemi Tyrensis Archiepiscopi Chronicon, ed. R. B. C. Huygens. — 2 vols. — Turnholt: Brepols, 1986. — (Corpus Christianorum Continuatio Medievalis, 63-63a). (лат.)